# Io uccido, tu uccidi
Io uccido, tu uccidi es una comedia cinematográfica italiana dirigida por Gianni Puccini y estrenada en 1965. Está protagonizada por el dúo cómico Franco y Ciccio. 

## Reparto
- Franco Franchi : 	Franco (segment "Cavalleria Rusticana, oggi")
- Ciccio Ingrassia : Turiddu (segment "Cavalleria Rusticana, oggi")
- Franca Polesello	: 	Lola - Franco's Wife (segment "Cavalleria Rusticana, oggi")
- Rosalba Neri	: 	Turiddu's Wife (segment "Cavalleria Rusticana, oggi")
- Enrico Viarisio	: 	(segment "La danza delle ore")
- Paolo Panelli	: 	(segment "La danza delle ore")
- Margaret Lee	: 	(segment "La danza delle ore")
- Daniela Igliozzi	: 	(segment "La danza delle ore")
- Mario Siletti	: 	(segment "La danza delle ore")
- Eugenio Cappabianca	: 	(segment "La danza delle ore")
- Emmanuelle Riva	: 	(segment "La donna che viveva sola")
- Jean-Louis Trintignant	: 	(segment "La donna che viveva sola")
- Dominique Boschero	:s 	(segment "La donna che viveva sola")
- Stella Monclar	: 	(segment "La donna che viveva sola")
- Mario Colli	as 	(segment "La donna che viveva sola")